# Vačnatí
Vačnatí (Metatheria) představují velký taxon živorodých savců, resp. kladu Boreosphenida. Jeho korunovou skupinou jsou vačnatci (Marsupialia), k nimž se přidružují kmenové taxony; sesterskou skupinou pak Eutheria (tj. placentálové v širším smyslu).
Za sdílené odvozené kosterní znaky vačnatých se pokládá orientace úhlového výběžku dolní čelisti, jenž směřuje pod lebku, či odlišný základní zubní vzorec s menším počtem premolárů (3/kvadrant) a zvýšeným počtem stoliček (4/kvadrant) a řezáků ve srovnání s placentály. Tyto charakteristiky jsou patrné i u zástupců korunové skupiny. Původ vačnatých savců sahá zřejmě až do mezozoika před více než 160 miliony lety, jejich bouřlivý vývoj zpočátku probíhal na severní polokouli, od začátku kenozoika se však vyskytují vesměs na jižních kontinentech. Hranice oddělující Marsupialia od ostatních Metatheria je neostrá a fylogenetická pozice mnohých fosilních taxonů sporná. Evoluční historie je i z tohoto důvodu podrobněji popsána v rámci souhrnného článku vačnatci.

## Systematika
Jedna z možných klasifikací:
- † Deltatheroida [pozn. 1]
  - † Deltatheridiidae
- Marsupialiformes incertae sedis
  - † „Alphadontidae“ [pozn. 2]
  - † Anatoliadelphyidae
  - † Derorhynchidae
  - † Herpetotheriidae
  - † Jaskhadelphyidae
  - † Numbigilgidae
  - † Pediomyidae
  - † Peradectidae
  - † Protodidelphidae
  - † Pucadelphyidae
  - † Stagodontidae
  - † Sternbergiidae
- † Polydolopimorphia
  - † Bonapartheriidae
  - † Gashterniidae
  - † Glasbiidae
  - † Prepidolopidae
  - † Polydolopidae
  - † Rosendolopidae
  - † Sillustaniidae
- † Sparassodonta
  - † Borhyaenidae
  - † Hathliacynidae
  - † Hondadelphidae
  - † Proborhyaenidae
  - † Thylacosmilidae
- Marsupialia
  - † Argyrolagoidea [pozn. 3]
    - † Argyrolagidae
    - † Groeberiidae
    - † Patagoniidae

  - Didelphimorphia
    - † Caroloameghiniidae
    - Didelphidae
    - † Sparassocynidae

  - Paucituberculata
    - † Abderitidae
    - Caenolestidae
    - † Palaeothentidae
    - † Pichipilidae

  - Australidelphia
    - Dasyuromorphia
      - Dasyuridae
      - † Malleodectidae
      - Myrmecobiidae
      - † Thylacinidae

    - Diprotodontia
      - Acrobatidae
      - † Balbaridae
      - Burramyidae
      - † Ektopodontidae
      - Hypsiprymnodontidae
      - Macropodidae
      - † Maradidae
      - † Miminipossumidae
      - † Miralinidae
      - † Palorchestidae
      - Petauridae
      - Phalangeridae
      - Phascolarctidae
      - † Pilkipildridae
      - Potoroidae
      - Pseudocheiridae
      - Tarsipedidae
      - † Thylacoleonidae
      - Vombatidae
      - † Wynyardiidae

    - Microbiotheria
      - Microbiotheriidae
      - † Woodburnodontidae

    - Notoryctemorphia
      - Notoryctidae

    - Peramelemorphia
      - † Chaeropodidae
      - Peramelidae
      - Peroryctidae
      - Thylacomyidae
      - † Yaralidae